# Tunel Okruhliak
Tunel Okruhliak je plánovaný tunel na Slovensku s délkou 1913 m, který se bude nacházet na rychlostní silnici R4 v úseku Prešov, severný obchvat, II. etapa. Národná diaľničná spoločnosť nedodržela v minulosti avizovaný termín zahájení stavby v roce 2020, zahájení stavby se předpokládá v roce 2022.